# Tredieci editrice
La Tredieci S.r.l. è una casa editrice italiana.

## Storia
Nacque nel 1989 a Camino di Oderzo, in provincia di Treviso, su iniziativa di Lorenzo Taffarel, un maestro di scuola elementare; una piccola azienda inizialmente a conduzione familiare, che in pochi anni è diventata un'importante realtà nel campo della pubblicazione di libri di testo per le scuole elementari, grazie ad una équipe di collaboratori formata da pedagoghi e varie personalità attive nel mondo della scuola.
In seguito ha trasferito la propria sede operativa a Ponzano Veneto e quindi a Villorba, sempre nel trevigiano, mantenendo però la sede legale a Oderzo.
La Tredieci inoltre pubblica narrativa rivolta a bambini e adolescenti.